# Cephalosphaera mocaensis
Cephalosphaera mocaensis är en tvåvingeart som först beskrevs av Hardy 1948.  Cephalosphaera mocaensis ingår i släktet Cephalosphaera och familjen ögonflugor. Inga underarter finns listade i Catalogue of Life.